# Індіан-Спрінгс (Джорджія)
Індіан-Спрінгс (англ. Indian Springs) — переписна місцевість (CDP) в США, в окрузі Катуза штату Джорджія. Населення — 2336 осіб (2020).

## Географія
Індіан-Спрінгс розташований за координатами 34°57′38″ пн. ш. 85°9′33″ зх. д. / 34.96056° пн. ш. 85.15917° зх. д. (34.960544, -85.159163).  За даними Бюро перепису населення США в 2010 році переписна місцевість мала площу 6,69 км², уся площа — суходіл.

## Демографія
Згідно з переписом 2010 року, у переписній місцевості мешкала 2241 особа в 831 домогосподарстві у складі 616 родин. Густота населення становила 335 осіб/км².  Було 908 помешкань (136/км²).
Расовий склад населення:
| - 93,4 % — білих - 1,6 % — чорних або афроамериканців - 1,2 % — азіатів - 0,3 % — корінних американців - 1,3 % — осіб інших рас |

До двох чи більше рас належало 2,3 %. Частка іспаномовних становила 2,7 % від усіх жителів.
За віковим діапазоном населення розподілялося таким чином: 26,6 % — особи молодші 18 років, 60,8 % — особи у віці 18—64 років, 12,6 % — особи у віці 65 років та старші. Медіана віку мешканця становила 37,2 року. На 100 осіб жіночої статі у переписній місцевості припадало 96,9 чоловіків;  на 100 жінок у віці від 18 років та старших — 91,4 чоловіків також старших 18 років.
Середній дохід на одне домашнє господарство  становив 66 272 долари США (медіана — 70 708), а середній дохід на одну сім'ю — 70 123 долари (медіана — 83 929). Медіана доходів становила 43 996 доларів для чоловіків та 34 328 доларів для жінок. За межею бідності перебувало 12,9 % осіб, у тому числі 15,8 % дітей у віці до 18 років та 16,0 % осіб у віці 65 років та старших.
Цивільне працевлаштоване населення становило 1297 осіб. Основні галузі зайнятості: будівництво — 15,2 %, освіта, охорона здоров'я та соціальна допомога — 14,4 %, мистецтво, розваги та відпочинок — 12,9 %, роздрібна торгівля — 12,0 %.